# Tanjung Medan (Cerenti)
Tanjung Medan is een bestuurslaag in het regentschap Kuantan Singingi van de provincie Riau, Indonesië. Tanjung Medan telt 900 inwoners (volkstelling 2010).